# Starksia galapagensis
Starksia galapagensis är en fiskart som beskrevs av Richard H. Rosenblatt och Taylor, 1971. Starksia galapagensis ingår i släktet Starksia och familjen Labrisomidae. IUCN kategoriserar arten globalt som sårbar. Inga underarter finns listade i Catalogue of Life.